# Liste der Kulturdenkmale in Zöllmen
Die Liste der Kulturdenkmale in Zöllmen umfasst sämtliche Kulturdenkmale der Dresdner Gemarkung Zöllmen. Die Straßen und Plätze in der Zöllmener Flur sind in der Liste der Straßen und Plätze in Zöllmen aufgeführt.

## Legende
- Bild: Bild des Kulturdenkmals, ggf. zusätzlich mit einem Link zu weiteren Fotos des Kulturdenkmals im Medienarchiv Wikimedia Commons. Wenn man auf das Kamerasymbol klickt, können Fotos zu Kulturdenkmalen aus dieser Liste hochgeladen werden:
- Bezeichnung: Denkmalgeschützte Objekte und ggf. Bauwerksname des Kulturdenkmals
- Lage: Straßenname und Hausnummer oder Flurstücknummer des Kulturdenkmals. Die Grundsortierung der Liste erfolgt nach dieser Adresse. Der Link (Karte) führt zu verschiedenen Kartendiensten mit der Position des Kulturdenkmals. Fehlt dieser Link, wurden die Koordinaten noch nicht eingetragen. Sind diese bekannt, können sie über ein Tool mit einer Kartenansicht einfach nachgetragen werden. In dieser Kartenansicht sind Kulturdenkmale ohne Koordinaten mit einem roten bzw. orangen Marker dargestellt und können durch Verschieben auf die richtige Position in der Karte mit Koordinaten versehen werden. Kulturdenkmale ohne Bild sind an einem blauen bzw. roten Marker erkennbar.
- Datierung: Baubeginn, Fertigstellung, Datum der Erstnennung oder grobe zeitliche Einordnung entsprechend des Eintrags in der sächsischen Denkmaldatenbank
- Beschreibung: Kurzcharakteristik des Kulturdenkmals entsprechend des Eintrags in der sächsischen Denkmaldatenbank, ggf. ergänzt durch die dort nur selten veröffentlichten Erfassungstexte oder zusätzliche Informationen
- ID: Vom Landesamt für Denkmalpflege Sachsen vergebene, das Kulturdenkmal eindeutig identifizierende Objekt-Nummer. Der Link führt zum PDF-Denkmaldokument des Landesamtes für Denkmalpflege Sachsen. Bei ehemaligen Kulturdenkmalen können die Objektnummern unbekannt sein und deshalb fehlen bzw. die Links von aus der Datenbank entfernten Objektnummern ins Leere führen. Ein ggf. vorhandenes Icon  führt zu den Angaben des Kulturdenkmals bei Wikidata.

## Liste der Kulturdenkmale in Zöllmen
| Bild | Bezeichnung                                                                                | Lage                          | Datierung                                                                             | Beschreibung | ID       |
| ---- | ------------------------------------------------------------------------------------------ | ----------------------------- | ------------------------------------------------------------------------------------- | --- | -------- |
|      | Zwei Seitengebäude eines Vierseithofes                                                     | Am Erlengrund 3; 3a (Karte)   | um 1800 (Seitengebäude); bez. 1894 (Stall- und Remisengebäude); bez. 1894 (Kumthalle) | Auszugshaus (östliches Gebäude) mit Fachwerkobergeschoss, Remisen- und Stallgebäude (südliches Gebäude) mit Kumthalle, markantes Anwesen als Zeugnis ländlicher Architektur und Volksbauweise baugeschichtlich von Bedeutung, als Teil der historisch gewachsenen und erhaltenen Dorfstruktur von Zöllmen ortsgeschichtlich von Belang                 | 09283115 |
|      | Seitengebäude, Scheune und Hofeinfahrt eines Dreiseithofes                                 | Am Erlengrund 4 (Karte)       | 1. Hälfte 19. Jh. (Scheune)                                                           | Seitengebäude verputzt mit Satteldach, Scheune massiv und teilweise holzverschalt, mit den ortstypischen ziegelversetzten Rundbogenöffnungen, Hof als Zeugnis ländlicher Architektur baugeschichtlich von Bedeutung, als Teil der historisch gewachsenen und erhaltenen Dorfstruktur von Zöllmen ortsgeschichtlich von Belang                          | 09283110 |
|      | Wohnstallhaus und Seitengebäude eines Dreiseithofes                                        | Am Erlengrund 6 (Karte)       | 1. Hälfte 19. Jh. (Wohnstallhaus)                                                     | Wohnstallhaus verputzt, Seitengebäude mit Fachwerkobergeschoss, Gebäude mit Satteldächern, Hof als Zeugnis ländlicher Architektur und Volksbauweise baugeschichtlich von Bedeutung, als Teil der historisch gewachsenen und erhaltenen Dorfstruktur von Zöllmen ortsgeschichtlich von Belang                                                           | 09283111 |
|      | Wohnstallhaus, Seitengebäude, Scheune mit Nebengebäude und Hofeinfahrt eines Vierseithofes | Am Erlengrund 8 (Karte)       | bez. 1863 (Wohnstallhaus)                                                             | hofabgewandten Seite des Wohnstallhauses mit Fachwerkobergeschoss, Seitengebäude verputzt mit Kumthalle, massive Scheune, Gebäude mit Satteldächern, Hof als Zeugnis ländlicher Architektur und Volksbauweise baugeschichtlich von Bedeutung, als Teil der historisch gewachsenen und erhaltenen Dorfstruktur von Zöllmen ortsgeschichtlich von Belang | 09283112 |
|      | Denkmal für Gefallene im Ersten Weltkrieg                                                  | Am Erlengrund 8 (bei) (Karte) | nach 1918 (Kriegerdenkmal 1. Weltkrieg)                                               | Granitstein mit Inschrift, dazu Baumgruppe und Treppe, ortsgeschichtlich bedeutend | 09283224 |